# Barstje
Barstje is de naam van het sprekende theekopje in de tekenfilm van Walt Disney Pictures, genaamd Belle en het Beest. Barstje heeft overigens ook een moeder die Mevrouw Tuit (een grote theepot) heet. Barstje heet overigens zo omdat hij een kleine barst in zich heeft zitten.
Het Beest werd een beest toen hij op een koude winternacht als prins niet onderdak wilde bieden aan een oude vrouw in ruil voor een roos. Toen hij na 3 keer weigerde smolt de lelijke oude vrouw weg om plaats te maken voor een beelschone tovenares. "Als straf" betoverde ze de prins om in een beest en sprak ook een vloek uit over het kasteel en alle bewoners van het kasteel, waaronder Barstje.
De stemacteur van Barstje is Bradley Pierce, Haley Joel Osment in deel 2 en Gregory Grudt in deel 3. In het Nederlands is de stem Remy Ravensteijn in deel 1 en Willem Rebergen in deel 2 en 3.